# 70,000 شاهد
70,000 شاهد (بالإنجليزية: 70,000 Witnesses)‏ هو فيلم أبيض وأسود غامض أمريكي صدر عام 1932 من إخراج رالف مورفي، وكتابة جاريت فورت، وروبرت إن لي، وألين ريفكين، وبي جيه ولفسون، وبطولة فيليبس هولمز، ودوروثي جوردان، وتشارلي روغلز، وجوني ماك براون، وجيه فاريل ماكدونالد، وليو كودي، وديفيد لاندو. تم إصداره في 9 سبتمبر 1932، بواسطة باراماونت بيكتشرز. تم تصميم ديكورات الفيلم من قبل المخرج الفني ديفيد إس جاربر.
تدور أحداث الفيلم عن ينهار لاعب كرة قدم جامعية نجم أثناء المباراة. يموت بعد فترة وجيزة، ويُحكم في البداية أن وفاته كانت عرضية. لكن محقق شرطة يريد إعادة تمثيل مباراة كرة القدم، في محاولة للعثور على من قتل اللاعب.

## ملخص القصة
يلعب باك بوكانان كرة القدم لصالح ولاية، لكن شقيقه المجرم سليب بوكانان وضع رهانًا ضخمًا بقيمة 350 ألف دولار على فوز الجامعة على ولاية ما في المباراة الكبرى القادمة.
يحاول سليب إجبار شقيقه على إعطاء مخدرات لزميله النجم والي كلارك، حتى لا يتمكن من اللعب. يرفض باك القيام بذلك، لكنه مشتت في الملعب بسبب شكوكه في أن سليب سيجد طريقة أخرى لإلحاق الأذى باللاعب والي.
وبالفعل عندما كان والي على وشك تسجيل هدف لفريقه، انهار على خط الخمس ياردات. بحضور 70 ألف متفرج يشاهدون المباراة، تم حمل والي من الملعب وتوفي لاحقاً. يحكم الطبيب بأن الوفاة كانت عرضية، لكن محقق الشرطة دان ماكينا مقتنع تمامًا بأن أسباب الوفاة لم تكن طبيعية، لذا أمر بإعادة تجميع اللاعبين وإعادة تمثيل لعبة كرة القدم بالكامل، في محاولة لحل القضية.

## طاقم التمثيل
- فيليبس هولمز بدور باك بوكانان
- دوروثي جوردان بدور دوروثي كلارك
- تشارلي روغلز بدور جوني موران
- جوني ماك براون بدور والي كلارك
- جيه فاريل ماكدونالد بدور مدرب الولاية
- ليو كودي بدور سليب بوكانان
- ديفيد لاندو بدور دان ماكينا
- كينيث طومسون بدور دكتور كولينز
- جوين "بيج بوي" ويليامز بدور كونورز

## روابط خارجية
- 70,000 شاهد  في قاعدة بيانات الأفلام على الإنترنت (بالإنجليزية)